# Pachycondyla nakasujii
Pachycondyla nakasujii is een mierensoort uit de onderfamilie van de Ponerinae. De wetenschappelijke naam van de soort is voor het eerst geldig gepubliceerd in 2010 door Yashiro, Matsuura, Guénard, Terayama & Dunn.